# Miguel de Guardiola y Aragón Pacheco
Miguel de Guardiola y Aragón Pacheco nacido como Miguel de Guardiola y Aragón Pacheco Téllez-Girón o simplemente Miguel Guardiola (Jumilla, Corona de Castilla, ca. 1470–ib., Corona de España, después de 1520) era un noble castellano que sirvió a los Reyes Católicos en la guerra de Granada y fue confirmado por el primer soberano Carlos I de España como alcaide de Jumilla, por lo que ostentó el título desde 1516 hasta 1519. Era hijo del capitán general Andrés Guardiola y sobrino nieto materno del marqués-duque Diego Pacheco. 

## Biografía

### Origen familiar y primeros años
Miguel de Guardiola y Aragón Pacheco habría nacido hacia el año 1470, muy probablemente en la ciudad de Jumilla del adelantamiento mayor del Reino de Murcia que conformaba a la Corona de Castilla.
Sus padres eran el caballero hidalgo Andrés Mateo de Guardiola y Aragón, capitán general de la Fronteras de Jumilla y del Marquesado de Villena desde 1475 hasta 1492 y II alcaide del castillo de Jumilla hasta 1516, y su esposa Ginesa Pacheco Téllez-Girón (n. ca. 1454), cuyo matrimonio celebrado en Escalona hacia 1469 se capituló por mandato de los futuros Reyes Católicos por ser una sobrina de Diego López Pacheco y Portocarrero, que había sucedido en vida de su padre el título de II marqués de Villena en 1468 y II duque de Escalona desde 1474, y en concepto de dote le entregaría a Guardiola en 1475 una huerta de arboleda y recreo en la Buitrera, con sus cinco fuentes manantiales.
Era nieto materno del comendador Rodrigo Pacheco, caballero de la Orden de Santiago y I alcaide de Jumilla de 1468 a 1475, y por ende Miguel era un bisnieto materno por vía masculina de Juan Pacheco, I marqués de Villena desde 1445 hasta 1468, I conde de Xiquena desde 1461 y I duque de Escalona desde 1472 hasta 1474, además de maestre de la Orden de Santiago desde 1467.
Su bisabuela paterna era Aldonza de Aragón que era una prima de Alfonso de Aragón y Escobar, I duque de Villahermosa desde 1476, y por lo tanto ambos eran de ascendencia real, y su marido el doctor Geraldo de Guardiola (n. ca. 1415), señor de la Casa de Guardiola y demás feudos que tenía su solar en la ciudad de Barcelona, el cual está documentado desde el 6 de julio de 1215 en la parroquia del Monasterio de San Pedro de las Puellas, y fue miembro del consejero real, abogado del Consejo de Ciento y de la Diputación del General del Principado de Cataluña.

### Conquista de Granada y alcaidía de Jumilla

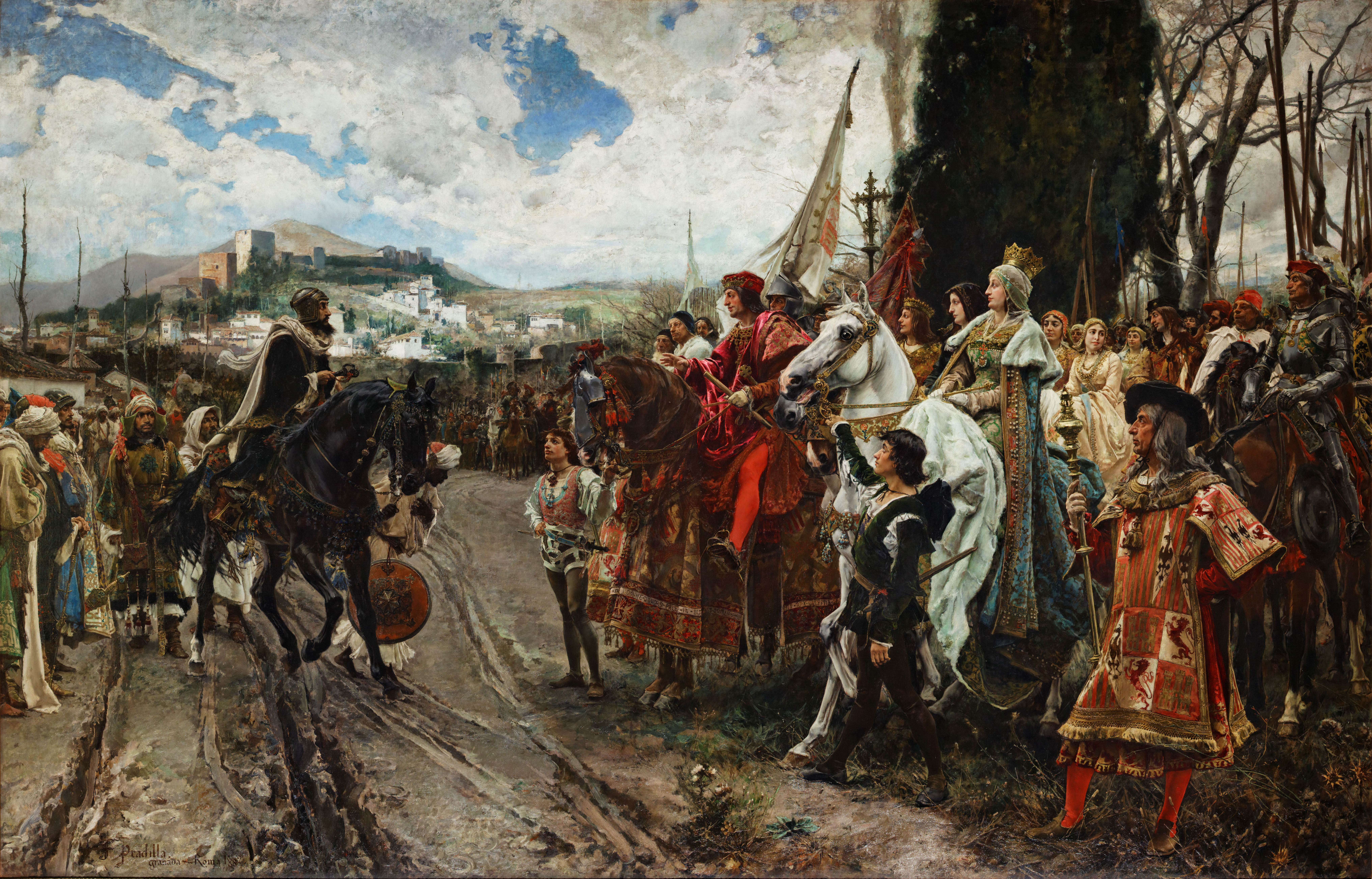
La rendición de Granada (por Francisco Pradilla, de la segunda mitad del).

Durante el reinado de los Reyes Católicos, el hidalgo Miguel de Guardiola y Aragón Pacheco siendo muy joven fue nombrado como uno de los tenientes generales del sitio de Granada desde 1490 a 1492.

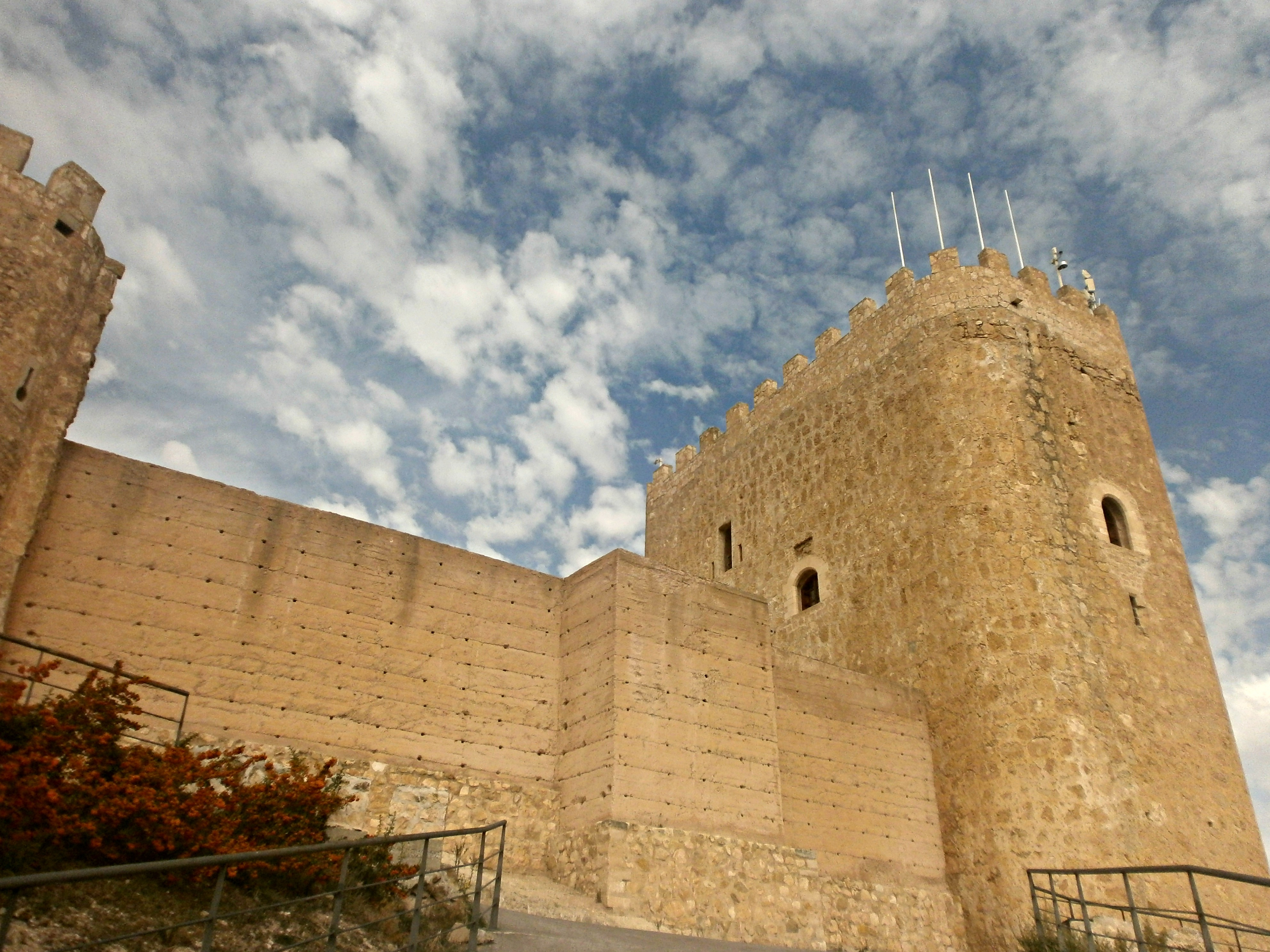
El castillo de Jumilla, reedificado en 1461 por el primer marqués Juan Pacheco.

Posteriormente fue confirmado por el rey Carlos I de España como el sucesivo alcaide del castillo de Jumilla desde 1516 hasta el 31 de diciembre de 1519.
Por alguna razón, mientras que su hijo primogénito Mateo de Guardiola y Aragón combatía en la guerra de las Germanías desde 1519, Miguel Guardiola podría haber caído enfermo y pasó a sucederle aquel como alcaide de Jumilla desde el 1 de enero de 1520.

### Fallecimiento
Muy probablemente el hidalgo Miguel de Guardiola y Aragón Pacheco fallecería después del año 1520 en la ciudad de Jumilla que como era una urbe del reino de Murcia, ya formaba parte de la Corona de España. Su hijo sucesor Mateo Guardiola renunciaría a la alcaidía en septiembre de 1521 a favor de su tío abuelo materno Diego López Pacheco y Portocarrero, II duque de Escalona, II marqués de Villena y IV conde de San Esteban de Gormaz.

## Matrimonio y descendencia
El hidalgo Miguel de Guardiola y Aragón Pacheco se había unido en matrimonio hacia 1490 en la ciudad de Murcia con Elvira Sánchez Manuel de Castilla (n. ca. 1472), una hija de Juan Sánchez Manuel y de su cónyuge Isabel Carrillo de Albornoz y nieta paterna de Juan Sánchez Manuel y de su mujer Beatriz de Pedrosa
Por la misma vía, Elvira Sánchez Manuel de Castilla y Carrillo de Albornoz era bisnieta paterna de Juan Sánchez Manuel y de su cónyuge Juana de Jérica, que por donadío del rey Enrique II de Castilla recibió el título de primer conde de Carrión en 1368 y por su esposa la reina consorte Juana Manuel de Villena que era la prima paterna —una hija de Don Juan Manuel, príncipe de Villena, y de su tercera esposa Blanca Núñez de Lara, y a través de la segunda esposa Constanza de Aragón (1300-1327) era medio hermana de Constanza Manuel de Villena (1323-1345) que se casó con el rey Pedro I de Portugal— recibió el título de adelantado mayor de Murcia desde 1369 hasta 1383.
Por lo tanto Elvira era tataranieta de Sancho Manuel de Castilla, I señor de Carrión, y de su primera esposa María de Castañeda con quien se había casado en 1315, siendo ella con sus cinco hermanos, hijos de Juana Fernández de Guzmán o bien Juana de Guzmán y de su marido el ricohombre Diego Gómez II de Castañeda, nietos paternos del VI almirante castellano Pedro Díaz de Castañeda y de su segunda esposa Inés Rodríguez de Villalobos, que era un hermano de Juana de Castañeda que se casó con Garcilaso I de la Vega, y bisnietos del homónimo Diego Gómez de Castañeda y de su esposa Mayor Álvarez de las Asturias.
Fruto de la unión de Miguel de Guardiola con Elvira Sánchez Manuel nacieron por lo menos dos hijos:
- Mateo de Guardiola y Aragón Sánchez Manuel de Castilla (Jumilla, ca. 1490-ib., después de 1540) que sirviendo al rey Carlos I de España actuó en la guerra de las Germanías[37] desde 1519 hasta 1523. Dicho monarca lo confirmó como el siguiente alcaide de Jumilla[38][39] en 1520[39] para renunciar a favor del segundo marqués de Villena en 1521. Se casó con Benita López de Ayala para concebir al bachiller Lope Guardiola de Ayala "el de Jumilla".[6][40]

- Juan de Guardiola y Sánchez Manuel[6][4][38] (n. ca. 1505) que se casó hacia 1525 con Ana de Medina (n. ca. 1507) y fueron padres al menos de un único hijo documentado llamado Juan de Guardiola y Medina (n. ca. 1526) que se enlazó hacia 1549 con la noble María Martínez[4][38][41] para concebir a Juan Cristóbal de Guardiola,[12][42] I señor del Estado de la Guardia[41] en el Reino de Toledo, VIII alcaide de Jumilla[39][38][43][41] hacia 1574, licenciado en jurisprudencia[44] de la Universidad de Alcalá de Henares,[4] por lo que se convirtió en uno de los más grandes letrados de España[4][38][43] y fue miembro del Consejo de Estado y Real Cámara de Felipe II.[44][41][42]